# Hugh Griffith
Hugh Emrys Griffith (* 30. Mai 1912 in Anglesey, Wales; † 14. Mai 1980 in London) war ein walisischer Theater- und Filmschauspieler.
Anfang der 1940er-Jahre machte sich Griffith als Londoner Theaterschauspieler einen Namen. Durch Rollen in englischen und US-amerikanischen Kinoproduktionen der 1950er und 1960er Jahre wurde er auch international bekannt. Dabei trat der Waliser, der über sehr markante Gesichtszüge verfügte, in unterschiedlichsten Genres auf. 1959 spielte er den Scheich Ilderim in dem Monumentalfilmklassiker Ben Hur, wofür er den Oscar in der Kategorie bester Nebendarsteller erhielt. 1964 war er für seine Rolle in Tom Jones – Zwischen Bett und Galgen erneut für einen Oscar in derselben Kategorie nominiert. 
Verheiratet war Griffith mit Adelgunde Margaret Beatrice von Dechend (1911–1983), einer Enkelin des preußischen Bankiers Hermann von Dechend.

## Filmografie (Auswahl)
- 1950: Die schwarze Füchsin (Gone to Earth)
- 1951: Wer zuletzt lacht … (Laughter in Paradise)
- 1952: Der Titfield-Expreß (The Titfield Thunderbolt)
- 1953: Die Bettleroper (The Beggar’s Opera)
- 1953: Sein größter Bluff (The Million Pound Note)
- 1955: Eine Frau kommt an Bord (Passage Home)
- 1955: Quatermass II
- 1957: Volltreffer ins Glück (Lucky Jim)
- 1959: Ben Hur (Ben Hur)
- 1959: Sensation auf Seite 1 (The Story on Page One)
- 1960: Exodus
- 1962: Verrat auf Befehl (The Counterfeit Traitor)
- 1962: Der Inspektor (The Inspector)
- 1962: Meuterei auf der Bounty (Mutiny on the Bounty)
- 1962: Spiel mit dem Schicksal (Term of Trial)
- 1963: Tom Jones – Zwischen Bett und Galgen (Tom Jones)
- 1966: Mohn ist auch eine Blume (The Poppy Is Also a Flower)
- 1966: Wie klaut man eine Million? (How to Steal a Million)
- 1967: Der Keuschheitsgürtel (La cintura di castità)
- 1967: Nur eine Frau an Bord (The Sailor from Gibraltar)
- 1967: O Vater, armer Vater, Mutter hängt dich in den Schrank und ich bin ganz krank (Oh Dad, Poor Dad, Mamma’s Hung You in the Closet and I’m Feelin’ So Sad)
- 1968: Ein Mann wie Hiob (The Fixer)
- 1970: Die Französische Revolution fand nicht statt (Start the Revolution Without Me)
- 1971: Das Schreckenskabinett des Dr. Phibes (The Abominable Dr. Phibes)
- 1972: Pasolinis tolldreiste Geschichten (I racconti di Canterbury)
- 1972: Die Rückkehr des Dr. Phibes (Dr. Phibes Rises Again)
- 1972: Was? (What?)
- 1974: Luther
- 1976: Jesus von Nazareth (The Passover Plot)
- 1977: Casanova & Co.
- 1978: Grand Slam
- 1978: Der Hund von Baskerville (The Hound of the Baskervilles)